# 화중
화중(華中)이란 중국의 장강 중류(中流) 지역이다. 북쪽으로 화베이, 동쪽으로 화둥, 남쪽으로 화난, 서쪽으로 쓰촨과 맞닿아 있다. 오늘날 화중 지구는 허난성, 후베이성, 후난성을 가리키고, 화중과 화난을 합쳐 중난 지구라 한다.
아열대 대륙성 기후로 여름의 기온과 습도가 매우 높다. 또 지세가 낮기 때문에 매년 6, 7월이 되면 홍수가 자주 발생한다.

## 역사
춘추전국시대에는 초나라의 땅이었고, 삼국시대에는 위·촉·오가 각축을 벌인 형주(荊州)였다.
북쪽으로 화베이, 동쪽으로 화둥, 남쪽으로 화난, 서쪽으로 쓰촨과 맞닿아 있어서 고대부터 중국의 중요한 전략 요충지였으며, 유명한 적벽대전도 여기서 벌어졌다.

## 주요 도시
- 정저우 시
- 우한시
- 창사 시

## 같이 보기
- 중국 본토